# Умершие в августе 1996 года
Это список известных людей, соответствующих установленным критериям значимости (см. Википедия:Критерии значимости персоналий), умерших в августе 1996 года.
Причина смерти указывается лишь в исключительных случаях (убийство, самоубийство, гибель в результате военных действий, смертная казнь, ДТП или несчастные случаи). В остальных случаях — не указывается.
- 1 августа — Лев Белов (76) — русский советский писатель и журналист, более известный произведениями в жанре юмористической прозы и детской фантастики.
- 1 августа — Фрида Боккара (55) — французская эстрадная певица, победитель I фестиваля песни в Пальма-де-Майорка в 1964 году и конкурса песни Евровидение в 1969 году; лёгочная инфекция.
- 1 августа — Джон Лэнигэн (75) — оперный тенор.
- 1 августа — Тадеуш Рейхштейн (99) — швейцарский химик, лауреат Нобелевской премии по физиологии и медицине в 1950 год.
- 2 августа — Мишель Дебре (84) — французский политический деятель, близкий сотрудник Шарля де Голля, первый премьер-министр французской Пятой республики (1959—1962).
- 2 августа — Александр Нудельман (83) — советский конструктор, учёный и организатор в области вооружений и военной техники.
- 2 августа — Сергей Головкин (36) — российский серийный убийца, жертвами которого стали 11 мальчиков и подростков в 1986—1992 годах на территории Дмитровского и Одинцовского районов Московской области; расстрелян (по некоторым данным, последняя смертная казнь в России перед введением моратория).
- 4 августа — Лев Лемке (64) — советский и российский актёр театра и кино, заслуженный артист России.
- 4 августа — Владимир Либерзон (59) — советский, затем израильский шахматист, гроссмейстер.
- 5 августа — Василий Потапов (78) — Герой Советского Союза.
- 5 августа — Валентин Сапожников (70) — советский и украинский дипломат, правовед, доктор юридических наук.
- 6 августа — Абдул Мирзаев (71) — лакский поэт.
- 6 августа — Лев Мирский (71) — советский кинорежиссёр, актёр.
- 6 августа — Николай Симинихин (73) — Герой Советского Союза.
- 7 августа — Георгий Рогачевский (76) — Герой Советского Союза.
- 7 августа — Иосиф Фрейлихман (83) — русский советский писатель, работавший в жанре детектива.
- 8 августа — Александр Алексеев (43) — подполковник ФСБ РФ, участник первой чеченской войны, Герой Российской Федерации.
- 8 августа — Джозеф Гербер (72) — американский изобретатель и бизнесмен.
- 8 августа — Георгий Метельский (85) — русский, литовский журналист и писатель.
- 8 августа — Алексей Рыкунов (22) — старший сержант милиции, боец первого оперативного батальона санкт-петербургского ОМОН.
- 8 августа — Юлиан Стрыйковский — польский еврейский писатель, журналист.
- 10 августа — Василий Серёгин (81) — Герой Советского Союза.
- 11 августа — Абдулихат Аббасов (66) — участник Великой Отечественной войны, Герой Советского Союза
- 11 августа — Эдуард Алексеев (22) — сержант Сухопутных войск Российской Федерации, участник первой чеченской войны, Герой Российской Федерации.
- 11 августа — Ванга (наст. имя Вангелия Пандева-Гущерова) (84 или 85) — болгарская ясновидящая.
- 11 августа — Рафаэль Кубелик (82) — чешский и швейцарский дирижёр.
- 12 августа — Виктор Амбарцумян (87) — выдающийся советский учёный, один из основателей теоретической астрофизики.
- 12 августа — Сергей Запевалов (24) — военнослужащий, кавалер ордена Мужества
- 13 августа — Константин Кайдалов (78) — участник Великой Отечественной войны, Герой Советского Союза.
- 13 августа — Ричард М. Гудвин[англ.] (1913—1996) — американский математик и экономист.
- 14 августа — Пётр Пашин (80) — участник Великой Отечественной войны, Герой Советского Союза.
- 15 августа — Василий Демченко (75) — старший сержант Советской Армии, участник Великой Отечественной войны, Герой Советского Союза.
- 16 августа — Аркадий Макаров (79) — участник Великой Отечественной войны, Герой Советского Союза.
- 17 августа — Николай Лукашов (36) — Герой Советского Союза.
- 19 августа — Гарай Багманов (72) — бригадир вышкомонтажников треста «Татбурнефть» объединения «Татнефть».
- 19 августа — Татьяна Маврина (93) — русская советская художница, живописец, график, иллюстратор многочисленных книг, детских сказок.
- 20 августа — Владимир Марченко (45) — заместитель начальника отдела Управления по борьбе с организованной преступностью Приморского края, подполковник милиции, Герой Российской Федерации.
- 20 августа — Пётр Савинцев (75) — советский и российский композитор, общественный деятель.
- 20 августа — Беверли Уайтфилд (42) — австралийская пловчиха, чемпионка летних Олимпийских игр 1972 года и Игр Содружества.
- 22 августа — Пётр Захаров (80) — участник Великой Отечественной войны, Герой Советского Союза.
- 22 августа — Зиновий Паперный (77) — известный российский литературный критик, литературовед, писатель, литературный пародист.
- 23 августа — Оразалы Козыбаев (72) — партийный и советский деятель, Герой Социалистического Труда.
- 24 августа — Лев Власенко (67) — советский и российский пианист, профессор МГК имени П. И. Чайковского. Народный артист СССР.
- 24 августа — Николай Денчик (76) — майор Советской Армии, участник Великой Отечественной войны, Герой Советского Союза.
- 24 августа — Фёдор Дружинин (70) — Герой Социалистического Труда.
- 24 августа — Александр Ерохин (96) — участник Великой Отечественной войны, Герой Советского Союза.
- 26 августа — Михаил Жаворонков (69) — Герой Социалистического Труда.
- 27 августа — Владимир Андреев (69) — Герой Советского Союза.
- 28 августа — Геворк Котьянц (86) — советский художник, живописец, член Санкт-Петербургского Союза художников.
- 28 августа — Василий Ренов (75) — Герой Советского Союза.
- 28 августа — Роман Хомятов (62) — советский киноактёр.
- 29 августа — Фёдор Белов — полный кавалер ордена Славы.
- 29 августа — Николай Гижа (71) — русский советский живописец и педагог.
- 29 августа — Кирилл Евстигнеев (79) — участник Великой Отечественной войны, дважды Герой Советского Союза, генерал-майор авиации.
- 29 августа — Борис Замбримборц (77) — советский легкоатлет (тройной прыжок) и хоккеист. Мастер спорта СССР.
- 31 августа — Владимир Яковенко — командир партизанской бригады им. Гуляева, действовавшей на территории Белоруссии в период Великой Отечественной войны.